# Wyścigowe Samochodowe Mistrzostwa Polski 1962
Sezon 1962 był dziesiątym sezonem Wyścigowych Samochodowych Mistrzostw Polski.
Sezon liczył trzy eliminacje na torach w Toruniu, Szczecinie i Krakowie. Zawody były rozgrywane w dwóch klasach: Formule Junior (zgodnej z przepisami FIA) oraz formule wolnej (wszystkie samochody niespełniające przepisów Formuły Junior). Każda eliminacja składała się z trzech biegów. Za miejsca w jednym biegu przyznawano punkty według klucza 20-16-13-11-10-9-8-7-6-5-4-3-2-1. Zwycięzcą eliminacji zostawał zdobywca największej liczby punktów z biegów, przy czym do wyników danej eliminacji każdemu kierowcy zaliczano najlepsze rezultaty z dwóch biegów.

## Zwycięzcy
| Data            | Tor      | Klasa          | Zwycięzca (kierowcy) | Samochód              | Zwycięzca (zespoły)      |
| --------------- | -------- | -------------- | -------------------- | --------------------- | ------------------------ |
| 1 lipca         | Toruń    | Formuła Junior | Longin Bielak        | Rak Junior I-Wartburg | Automobilklub Warszawski |
| 1 lipca         | Toruń    | formuła wolna  | Zygmunt Manowski     | SAM-Simca             | Automobilklub Śląski     |
| 30 września     | Szczecin | Formuła Junior | Longin Bielak        | Rak Junior I-Wartburg | Automobilklub Warszawski |
| 30 września     | Szczecin | formuła wolna  | Andrzej Zieliński    | Krab 75-HRD           |                          |
| 21 października | Kraków   | Formuła Junior | Willy Lehmann        | SEG-Wartburg          | MC Halle                 |
| 21 października | Kraków   | formuła wolna  | Władysław Paszkowski | Rak T2-Triumph        | Automobilklub Warszawski |

## Mistrzowie
| Klasa          | Kierowca      | Samochód              | Zespół                   |
| -------------- | ------------- | --------------------- | ------------------------ |
| Formuła Junior | Longin Bielak | Rak Junior I-Wartburg | Automobilklub Warszawski |
| formuła wolna  | ?             |                       |                          |